# 大和大学白凤短期大学部
白凤短期大学（日语：／ Hakuho Tanki Daigaku *），简称白凤短大，是一所位于日本奈良县北葛城郡王寺町的私立短期大学。

## 概要

### 简介
- 学校最早可以追溯到1986年[1]。短期大学为于1998年开办[2]、由学校法人西大和学园经营[3]

### 历史
- 1998年 白凤女子短期大学成立并同时设置一个学科即国际人类学科。
- 2002年 国际人类学科分离为两个专攻、以下列举。
  - 国际人类学专攻[注 1]
  - 国际幼儿保育专攻（改名为幼儿保育专攻于2004年。再次改名为儿童保育专攻于2010年、再次改名为儿童教育专攻于2012年）
- 2004年 国际人类学科改名为总合人类学科。
- 2005年 护理学专攻成立于总合人类学科。
- 2007年 物理治疗学专攻[注 2]成立于总合人类学科。两个专攻成立于专科、以下列举。
  - 地区护理学专攻
  - 助产学专攻
- 2009年 物理治疗学专攻[注 2]改名为复健医学专攻。
- 2010年 疾病別物理治疗学专攻[注 3]成立于专科（次年改编为复健医学专攻）
- 2021年 男女共學化。

### 宪章
- 请参看白凤女子短期大学的标志 （页面存档备份，存于） （日語） 2014年5月12日阅览。

## 学校环境
- 校区：在奈良县北葛城郡王寺町

## 历任校长
- 山折哲雄：第一代短期大学校长[2]。
- 嶋田健男：现在短期大学校长[4]

## 组织

### 学科
- 总合人类学科
  - 国际人类学专攻
  - 儿童教育专攻
  - 护理学专攻
  - 复健医学专攻

### 专科
| - 地区护理学专攻 - 助产学专攻 - 复健医学专攻 |

### 业余课程
| - 没有 |

## 相关链接
- 日本短期大学列表